# Leptecho lupi
Leptecho lupi är en nattsländeart som beskrevs av Barnard 1934. Leptecho lupi ingår i släktet Leptecho och familjen långhornssländor. Inga underarter finns listade i Catalogue of Life.